# Головний космограф віцекоролівства Перу
Головний космограф віцекоролівства Перу (ісп. Cosmógrafo Mayor del Virreinato del Perú) існувала з 1618 до 1873 року, залишаючись однією з найважливіших наукових посад віцекоролівства Перу. Головний космограф відповідав за офіційну картографію, укладання астрономічних щорічників, викладання математики й навігації морякам.

## Історія
Спочатку головний космограф відповідав за створення карт і планів. Пізніше його обов'язки розширили, він почав викладати математику та навігацію морякам, які перебували в Лімі, а відтак його призначили завідувачем кафедри в Університеті Святого Альберта. Вважається, що з 1680 року він відповідав за створення щорічника з астрономічними даними, а примірники цього щорічника під назвою «Пізнання часів» (ісп. El conocimiento de los Tiempos) відомі з 1708 року. Ця посада збереглася після здобуття незалежності Перу до 1873 року, як і щорічник, який згодом змінював назви. Щорічники почали виходити в 1654 році як «lunarios» або «reportorios» і публікувалися до 1874 року як «Політичний, церковний і військовий довідник Перу» (ісп. Guía politica, eclesiástica y militar del Perú).
Прецедентом для цієї посади була посада головного лоцмана Індійського Торгового Дому в Іспанії (першою особою, яка обіймала ту посаду, був Амеріго Веспуччі). Згодом як доповнення до посади головного лоцмана запровадили посаду «головного космографа та керівника карт», і першим її обійняв португалець Дієго Рібейро.
У віцекоролівстві Перу першим головним космографом був Лукас де Кірос, якого в 1618 році призначив 12-й віцекороль Перу Франсіско де Борха-і-Арагон у відповідь на загрозу від голландців, які заблокували порт Кальяо в 1615 році. Цю посаду протягом 158 років обіймали 14 осіб. Також з кінця XVIII століття в Арекіпі запровадили посаду помічника космографа.

## Головні космографи
- Лукас де Кірос[es] (1618—1634)
- Франсіско де Кірос[es] (1619—1645)
- Дієго де Леон[es] (1645—1661).
- Франсіско Руїс Лосано (1662—1677)
- Хуан Рамон Кеніг[es] (1678—1708).
- Педро Перальта і Барнуево[es] (1709—1743).
- Луїс Годен Шаррон[es] (1744—1749).
- Чуан Рер[es] (1750—1756).
- Франциско Антоніо Косме Буено-і-Алегрі[es] (1757—1798).
- Хосе Габріель Морено (1799—1809).
- Хосе Грегоріо Паредес[es] (1810—1839).
- Едуардо Карраско Торо[es] (1840—1857).
- Педро Маріано Кабелло[es] (1858—1873).
- Франсіско Карраско[es] (1873)